# Chaenorhinum minus
La linajola comune (Chaenorhinum minus (L.) Lange, 1870) è una pianta appartenente alla famiglia delle Plantaginacee.

## Etimologia
Il nome generico (Chaenorhinum) deriva da alcune parole greche il cui significato è "con naso aperto", infatti “chaeno” = aperto, spalancato e “rhin” = naso e fa riferimento alla particolare forma della corolla definita anche "personata". L'epiteto specifico (minus) significa "piccolo, minore, minimo" e fa riferimento alle dimensioni della pianta.
Il nome scientifico della specie è stato definito inizialmente da Linneo (1707 – 1778), con la denominazione basionimica Antirrhinum minus, perfezionato successivamente nella denominazione attuale dal botanico e micologo danese Johan Martin Christian Lange (Ødstedgaard, 20 marzo 1818 – Copenaghen, 3 aprile 1898) nella pubblicazione "Prodromus Florae Hispanicae seu Synopsis Methodica omnium Plantarum in Hispania Sponte Nascentium vel Frequentius Cultarum quae Innotuerunt Auctoribus. Stuttgartiae - 2(3): 577" del 1870.

## Descrizione

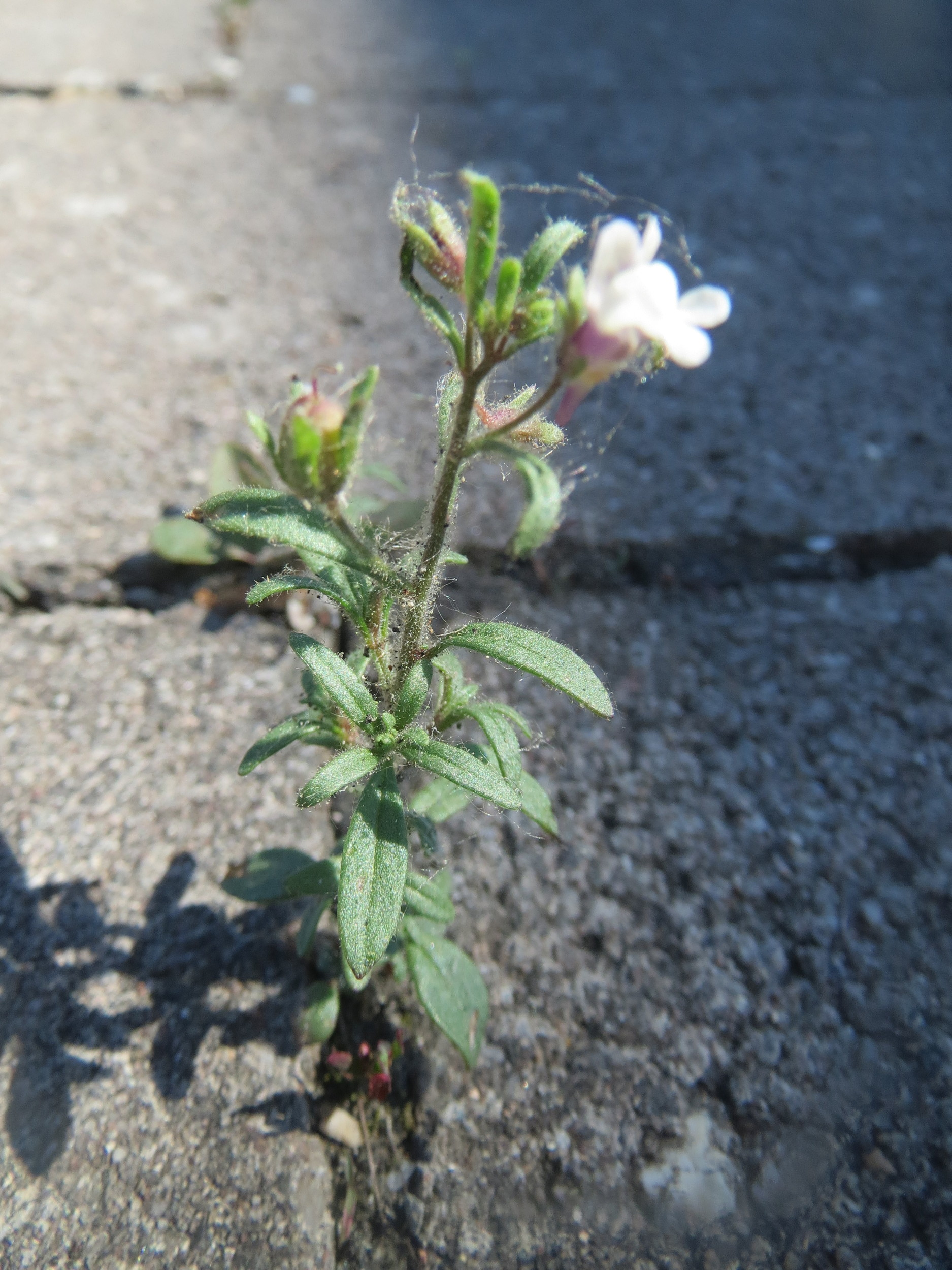
Il portamento

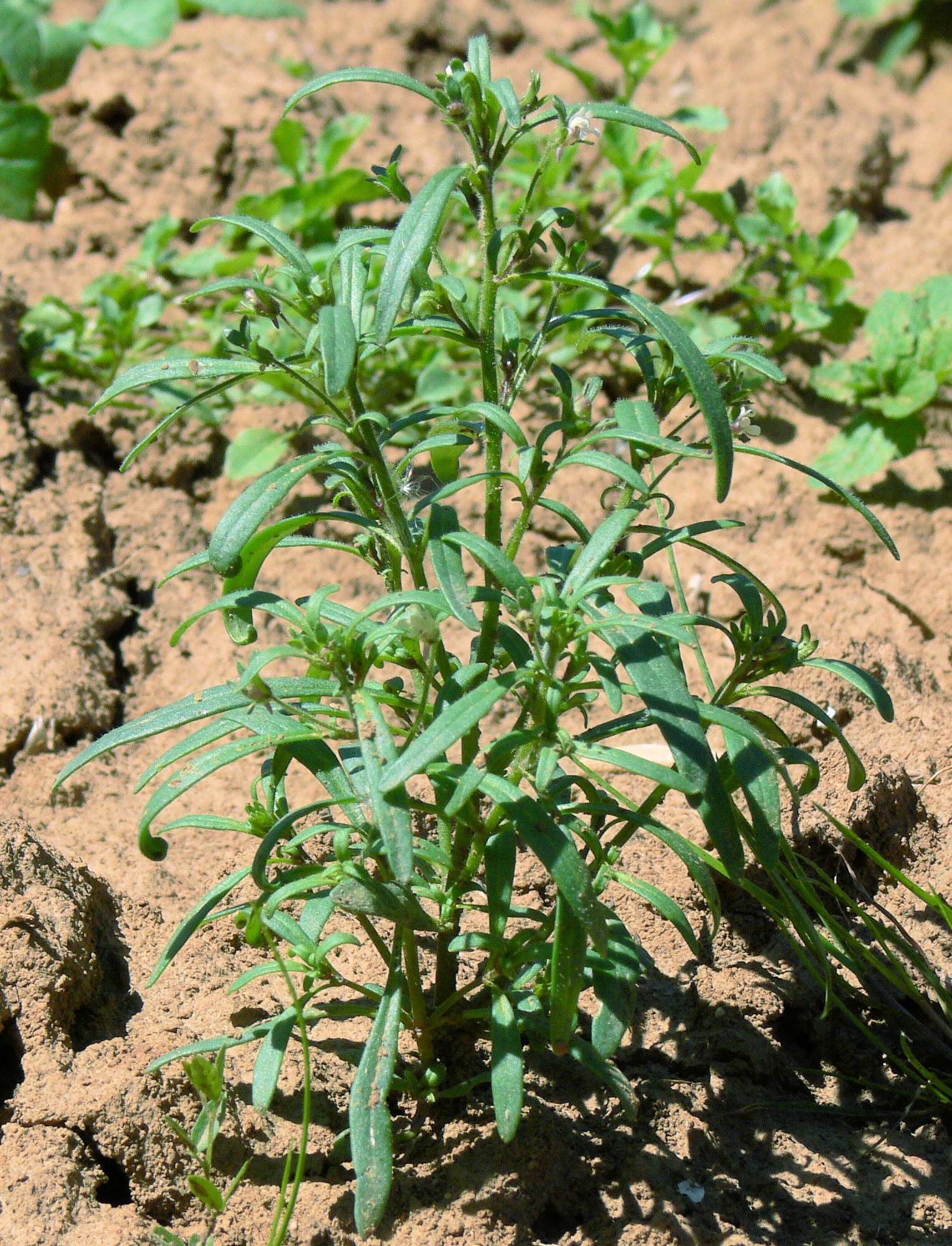
Le foglie

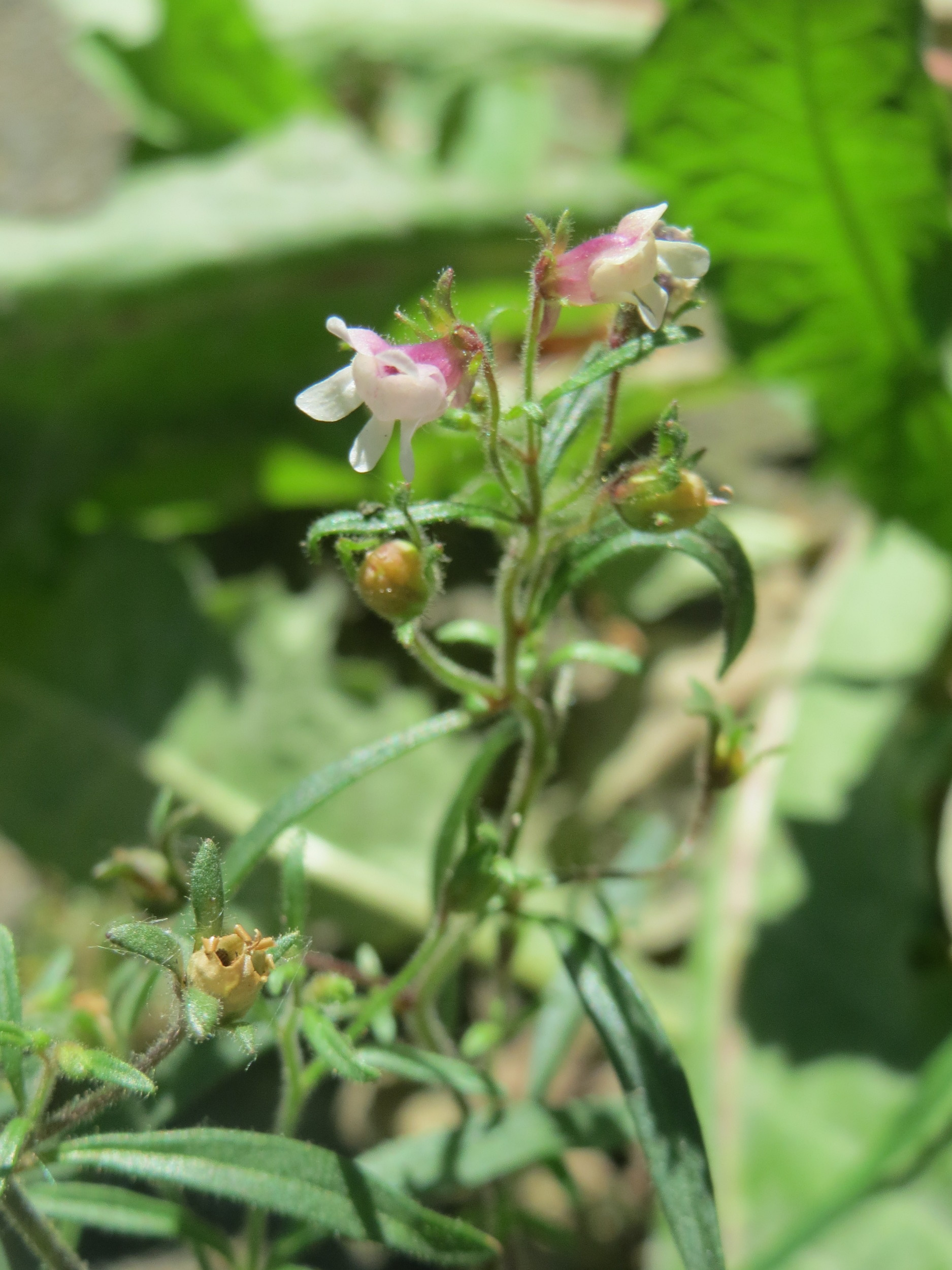
Infiorescenza

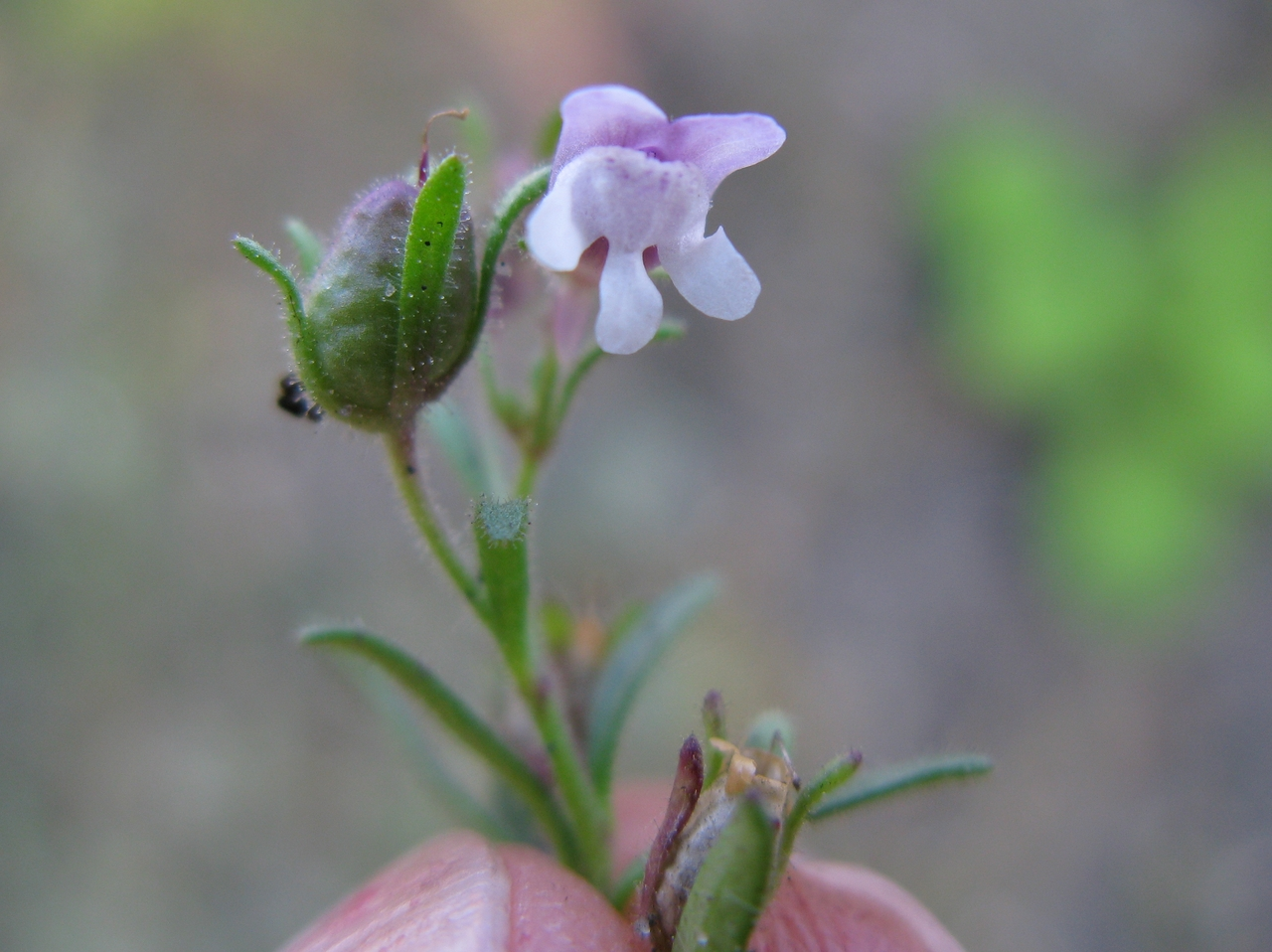
I fiori

Queste piante arrivano ad una altezza di 5 – 30 cm. La forma biologica è terofita scaposa (T scap), ossia in generale sono piante erbacee che differiscono dalle altre forme biologiche poiché, essendo annuali, superano la stagione avversa sotto forma di seme e sono munite di asse fiorale eretto e spesso privo di foglie. Tutta la superficie di queste piante è pubescente-ghiandolosa.

### Radici
Le radici sono del tipo a fittone.

### Fusto
La parte aerea del fusto è eretta e ramosa fin dalla base.

### Foglie
Le foglie inferiori lungo il caule sono disposte in modo opposto (alternato sopra). La lamina è gradualmente attenuata nel picciolo ed ha delle forme da lanceolate-lineari a ovali strette; raramente la forma può essere oblanceolata con larghezze fino a 6 mm. I bordi sono interi e l'apice è smussato. Dimensione delle foglie: larghezza 1,5 – 2 mm; lunghezza 12 – 25 mm.

### Infiorescenza
Le infiorescenze sono formate da fiori solitari su sottili peduncoli posizionati all'ascella delle foglie superiori. I peduncoli sono accrescenti.

### Fiore
I fiori sono ermafroditi, zigomorfi e tetraciclici (ossia formati da 4 verticilli: calice– corolla – androceo – gineceo) e tetrameri (i verticilli del perianzio hanno 4 elementi). Dimensione del fiore: da 10 a 15 mm.
- Formula fiorale:

X o * K (4-5), [C (4) o (2+3), A 2+2 o 2], G (2), capsula.
- Il calice, tuboloso-campanulato, più o meno attinomorfo e gamosepalo, è diviso sino alla base in 5 lacinie con forme lineari-spatolate. In genere il calice è più grande del frutto. Lunghezza delle lacinie: 3 – 5 mm.
- La corolla, gamopetala e tubolare del tipo bilabiato con lobi patenti, è rigonfia nella parte basale. Il labbro superiore è verticale e bilobato; quello inferiore è trilobato. Un rigonfiamento (sperone) è presente all'altezza delle fauci della gola della corolla in posizione abassiale; la forma è più o meno cilindrica ed è lungo 1 - 2 volte il diametro. Il palato non è occluso. Il colore della corolla è giallo-violaceo. La lunghezza della corolla è di 4 – 9 mm dei quali 1/3 spettano allo sperone.
- L'androceo è formato da 4 stami didinami tutti fertili. I filamenti sono adnati alla base della corolla e sono inclusi o poco sporgenti. Le antere sono formate da due teche distinte e divaricate; la deiscenza è longitudinale attraverso due fessure. I granuli pollinici sono tricolpoporati.
- Il gineceo è bicarpellare (sincarpico - formato dall'unione di due carpelli connati). L'ovario è supero con placentazione assile e forme da ovoidi o globose a suborbicolari. Gli ovuli per loculo sono numerosi, hanno un solo tegumento e sono tenuinucellati (con la nocella, stadio primordiale dell'ovulo, ridotta a poche cellule).[10]. Lo stilo ha uno stigma da capitato a fortemente bilobo. Il disco nettarifero è distinto e presente.

### Frutti
Il frutto è una capsula con pareti regolarmente bollose. All'interno i semi sono numerosi, con forme ovali e con la testa alveolata raramente reticolata (normalmente non sono presenti creste longitudinali). Al momento della maturazione i semi fuoriescono da due fori che si aprono nella parte superiore del frutto (capsula porocida).

## Biologia
Le specie di questo raggruppamento si riproducono per impollinazione tramite insetti quali imenotteri, lepidotteri o ditteri (impollinazione entomogama) ovvero tramite il vento (impollinazione anemogama)..
La dispersione dei semi avviene inizialmente a causa del vento (dispersione anemocora); una volta caduti a terra sono dispersi soprattutto da insetti tipo formiche (mirmecoria).

## Tassonomia
La famiglia Plantaginaceae comprende 12 tribù, 105 generi e oltre 1 800 specie. Il genere Chaenorhinum appartiene alla tribù Antirrhineae e si compone di una ventina di specie distribuite dal Mediterraneo fino all'Iran.
La specie Chaenorhinum minus fino a poco tempo fa era inclusa nella famiglia Veronicaceae o Scrophulariaceae a seconda dei vari Autori. La moderna classificazione APG la assegna alla famiglia Plantaginaceae.
Il basionimo per questa specie è: Antirrhinum minus L., 1753.
Il numero cromosomico di C. minus è: 2n = 14.

### Sottospecie
Per questa specie sono riconosciute come valide le seguenti sottospecie:
- Chaenorhinum minus subsp. minus
- Chaenorhinum minus subsp. anatolicum P.H.Davis
- Chaenorhinum minus subsp. idaeum (Rech.f.) R.Fern.
- Chaenorhinum minus subsp. pseudorubrifolium Gamisans

#### Sottospecieminus

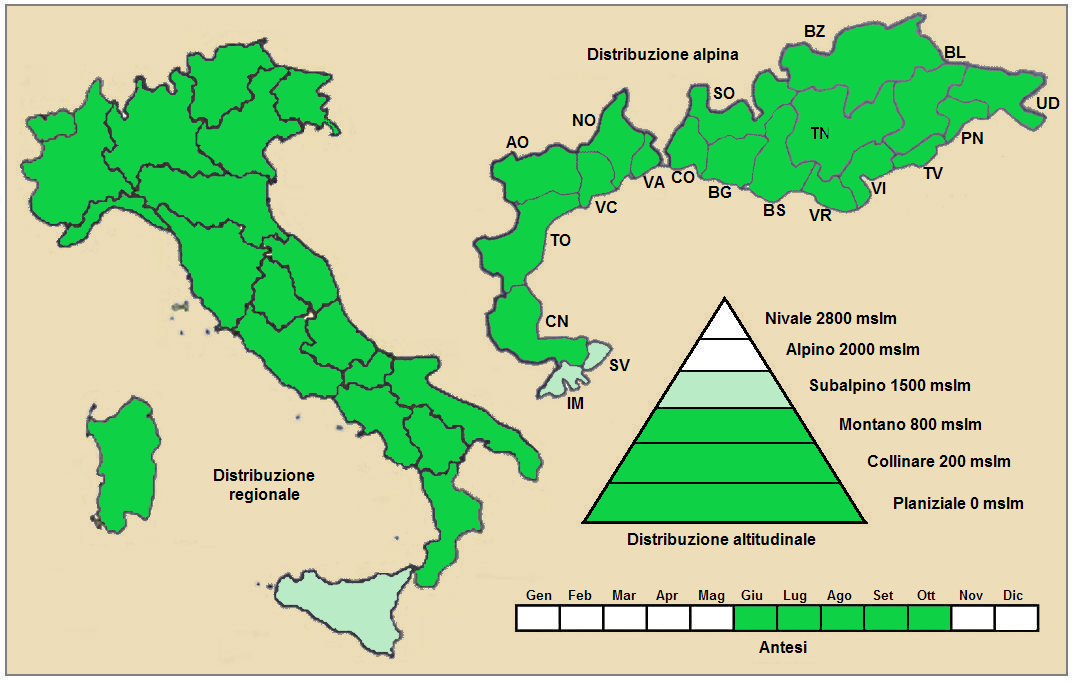
Distribuzione della sottospecie minus
(Distribuzione regionale – Distribuzione alpina)

- Nome scientifico: Chaenorhinum minus (L.) Lange subsp. minus
- Descrizione:[9]
  - altezza della pianta: 5 – 30 cm;
  - i peduncoli alla fruttificazione sono lunghi 8 – 20 mm;
  - la corolla è lunga 6 – 9 mm;
  - i frutti hanno la forma di una capsula ovoide (3 x 5 mm), più lunga del calice.
- Fioritura: da giugno a ottobre.
- Geoelemento: il tipo corologico (area di origine) è Euri-Mediterraneo.
- Habitat: l'habitat tipico per questa sottospecie sono gli incolti aridi, i bordi delle vie e le aree sabbiose; ma anche i campi e le colture, le aree ruderali, ghiaioni e pietraie. Il substrato preferito è calcareo ma anche calcareo/siliceo con pH basico, alti valori nutrizionali del terreno che deve essere secco.[17]
- Distribuzione: in Italia è una sottospecie più o meno comune su tutto il territorio (forse è assente nelle isole). Nelle Alpi è presente ovunque. Sugli altri rilievi europei collegati alle Alpi si trova nella Foresta Nera, Vosgi, Massiccio del Giura, Massiccio Centrale, Pirenei, Alpi Dinariche, Monti Balcani e Carpazi.[17] Nel resto dell'Europa si trova ovunque, Russia esclusa e Anatolia compresa.[18]
- Distribuzione altitudinale: sui rilievi queste piante si possono trovare fino a 1.200 m s.l.m. (massimo 1900 m s.l.m.); frequentano quindi i seguenti piani vegetazionali: collinare, montano e in parte quello subalpino (oltre a quello planiaziale).
- Fitosociologia: da un punto di vista fitosociologico alpino Chaenorhinum minus appartiene alla seguente comunità vegetale:[17]
  - Formazione: delle comunità terofiche pioniere nitrofile
    - Classe: Stellarietea mediae

#### Sottospecieanatolicum
- Nome scientifico: Chaenorhinum minus (L.) Lange subsp. anatolicum P.H. Davis
- Distribuzione: isole greche orientali.[19]

#### Sottospecieidaeum
- Nome scientifico: Chaenorhinum minus (L.) Lange subsp. idaeum (Rech.f.) R.Fern.
- Distribuzione: Creta.[20]

#### Sottospeciepseudorubrifolium
- Nome scientifico: Chaenorhinum minus (L.) Lange subsp. pseudorubrifolium Gamisans
- Distribuzione: Corsica.[21]

### Sinonimi
Questa entità ha avuto nel tempo diverse nomenclature. L'elenco seguente indica alcuni tra i sinonimi più frequenti:
- Antirrhinum minor Raf.
- Antirrhinum minus  L.
- Chaenorhinum minus f. australior  (Simonk.) V.Nikolic
- Chaenorhinum minus f. brevipedunculatum  (Simonk.) V.Nikolic
- Chaenorhinum praetermissum  (Delastre) Lange
- Chaenorhinum viscidum  (Moench) Simonk.
- Chaenorhinum viscidum f. australior  Simonk.
- Linaria minor (L.) Desf.
- Linaria praetermissa  Delastre
- Linaria viscida  Moench
- Microrrhinum minus  (L.) Fourr.
- Microrrhinum praetermissum  (Delastre) Speta

## Altre notizie
La linaria minore in altre lingue è chiamata nei seguenti modi:
- (DE)  Kleines Leinkraut
- (FR)  Petit chaenorrhinum
- (EN)  Small Toadflax